# Efflatounaria nana
Efflatounaria nana är en korallart som beskrevs av Sydney John Hickson 1931. Efflatounaria nana ingår i släktet Efflatounaria och familjen Xeniidae. Inga underarter finns listade i Catalogue of Life.